# Joint Operations: Typhoon Rising
 (décembre 2018).
Si vous disposez d'ouvrages ou d'articles de référence ou si vous connaissez des sites web de qualité traitant du thème abordé ici, merci de compléter l'article en donnant les références utiles à sa vérifiabilité et en les liant à la section « Notes et références ».
Joint Opérations: Typhoon Rising est un jeu de tir à la première personne, un FPS principalement multijoueur développé par Novalogic, responsable de la serie de Delta Force, et sorti en 2004.

## Scénario
Le jeu se passe en Indonésie et oppose deux équipes, les Joints Ops, une coalition de pays occidentaux, notamment la France, et des rebelles indonésiens qui se battent pour le contrôle du pays. Le jeu est devenu assez populaire grâce à la dimension épique des batailles où plus d'une centaine de joueurs s'affrontent à bord de nombreux véhicules sur des terrains immenses.
À la différence de Battlefield 2, les véhicules tiennent surtout lieu de moyen de transport et sont peu résistants, le jeu est donc plus axé sur l'infanterie que son homologue Battlefield.
Il y a plusieurs modes de jeu mais le plus populaire est le mode Avance and Secure, qui est une variante du mode Onslaught de Unreal Tournament 2004 ou encore du mode conquête de Battlefield 1942. Il consiste pour les deux équipes à capturer des avants postes fortifiés dans un certain ordre jusqu'à arriver au QG ennemi, ce qui demande une grande coordination entre les joueurs et du jeu en équipe construit. D'autres modes de jeux sont présents tels que le TKOTH (Lisez Team King Of The Hill) où il faut occuper une zone stratégique pendant un certain temps. Aussi le fameux mode Coop où seulement des humains affrontent des bots gérés par l'IA, ce mode développe l'organisation au sein du groupe.

## Moteur
Le jeu a été créé à partir du moteur de Delta Force: Black Hawk Down.

## Extension
Une extension intitulée Escalation est sortie en 2005 et rajoute des véhicules plus puissants comme des tanks ou des hélicoptères d'assaut ainsi que des motos, sans oublier le parachute. Une compilation du jeu et de son extension est sortie la même année et s'intitule Joint Operations: Combined Arms.